# ديبي ماتينوبولوس
ثيسبينا «ديبي» ماتينوبولوس (بالإنجليزية: Thespina "Debbie" Matenopoulos)‏ هي مذيعة وصحفية وممثلة أمريكية ولدت في يوم 13 ديسمبر 1974 في مدينة ريتشموند في ولاية فيرجينيا لعائلة يونانية الأصل. أكملت دراسة الصحافة في جامعة نيويورك. بدأت أعمالها في سنة 1997 وقدمت برنامج ذا فايو وساترداي نايت لايف وغود داي لايف.